# Angry Machines
Angry Machines — седьмой студийный альбом американской хеви-метал-группы Dio, выпущенный в 1996 году. Альбом, с примесью дум-метала и индастриала, считается одной из самых тяжёлых и мрачных работ Дио.
В 2020 году альбом был переиздан в делюкс-издании с добавлением концертных записей с тура 1995-97 годов (бонус первого издания, «God Hates Heavy Metal», в эту версию не вошёл).

## Тематика альбома
В «Institutional Man» повествование идёт от лица заключённого в психиатрической лечебнице. «Don’t Tell the Kids» просит слушателя не говорить детям о жестокостях и саморазрушении этого мира. «Black» окунает весь мир в тёмные тона и утверждает, что его уже ничто не спасёт. «Hunter of the Heart» повествует о маньяке-насильнике; «Stay out of My Mind» — о взаимоотношениях мужчины и женщины; «Big Sister» переиначивает образ Большого Брата. «Double Monday» иллюстрирует ситуацию, когда поток неудач словно «змеи и пауки, обвивает твоё тело». «Golden Rules» — о том, как из детей делают стадо. В «Dying in America» описывается страна, где люди «убивают друг друга с лицемерными улыбками на лицах».
«This is Your Life», завершающая альбом, резко контрастирует с основным материалом; в этой балладе Дио призывает любить и бороться за жизнь, «какой бы плохой она ни была».

## Список композиций
Все тексты написаны Ронни Джеймсом Дио.
| №   | Название              | Музыка                          | Длительность |
| --- | --------------------- | ------------------------------- | ------------ |
| 1.  | «Institutional Man»   | Апписи, Дио, Трэйси Джи         | 5:08         |
| 2.  | «Don't Tell the Kids» | Апписи, Дио, Трэйси Джи         | 4:19         |
| 3.  | «Black»               | Апписи, Дио, Трэйси Джи, Пилсон | 3:10         |
| 4.  | «Hunter of the Heart» | Апписи, Дио, Трэйси Джи         | 4:13         |
| 5.  | «Stay Out of My Mind» | Дио, Пилсон                     | 7:11         |
| 6.  | «Big Sister»          | Апписи, Дио, Трэйси Джи, Пилсон | 5:35         |
| 7.  | «Double Monday»       | Апписи, Дио, Трэйси Джи         | 2:55         |
| 8.  | «Golden Rules»        | Апписи, Дио, Трэйси Джи         | 4:54         |
| 9.  | «Dying in America»    | Апписи, Дио, Трэйси Джи, Пилсон | 4:38         |
| 10. | «This Is Your Life»   | Дио, Трэйси Джи                 | 3:25         |

| №   | Название                | Музыка                               | Длительность |
| --- | ----------------------- | ------------------------------------ | ------------ |
| 11. | «God Hates Heavy Metal» | Апписи, Дио, Трэйси Джи, Джерри Бест | 3:45         |

## Участники записи
- Ронни Джеймс Дио — вокал
- Трэйси Джи — гитары
- Джефф Пилсон — бас-гитара
- Скотт Уоррен — клавишные
- Винни Апписи — ударные

## Чарты
| Чарт (2020)                   | Наивысшая позиция |
| ----------------------------- | ----------------- |
| Германия (Offizielle Top 100) | 44                |